# Eivind Berggrav

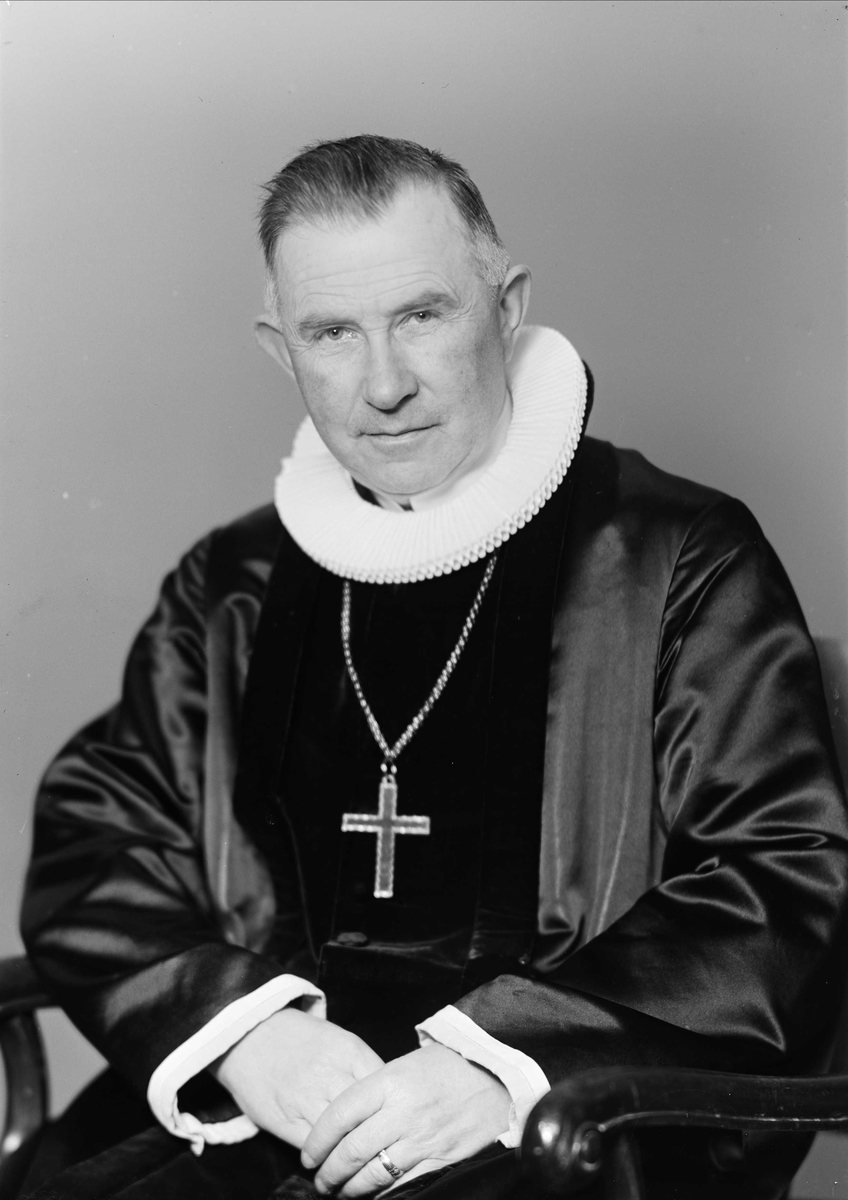
Eivind Berggrav (1940)

Eivind Josef Berggrav (* 25. Oktober 1884 in Stavanger als Eivind Josef Jensen; † 14. Januar 1959 in Oslo) war ein norwegischer lutherischer Bischof, vor allem bekannt für seine unnachgiebige Haltung gegenüber den deutschen Besatzern im Zweiten Weltkrieg.

## Leben
Berggrav studierte von 1903 bis 1908 Theologie in Kristiania. Bis 1919 arbeitete er als Lehrer in Eidsvoll, Holmestrand und Fetsund sowie ab 1909 als Redakteur der Zeitschrift Kirke og Kultur, die er bis zu seinem Tod herausgab. Von 1919 bis 1925 war er Gemeindepfarrer in Hurdal, dann Gefängnisseelsorger in Oslo. 1925 wurde er an der Universität Oslo zum Dr. theol. promoviert. Von 1928 bis 1937 war er Bischof im Bistum Hålogaland (mit Sitz in Tromsø). Von 1937 bis zu seinem Ruhestand 1951 war er Bischof des Bistums Oslo. Mit diesem Amt war das des Präses der Norwegischen Kirche (norw. Preses i Bispemøtet) verbunden.

## Wirken
Berggrav wurde besonders bekannt wegen seines Engagements für die Führung der Norwegischen Kirche im Widerstand gegen die deutsche Okkupation im Zweiten Weltkrieg. Im Winter 1939/40 hatte er sich noch im Auftrag des Weltbundes für Freundschaftsarbeit der Kirchen an Vermittlungsversuchen zwischen Großbritannien und dem Deutschen Reich beteiligt. Nach dem Schock der Invasion im April 1940 rief er nicht sofort zum offenen Kampf gegen die Besatzer auf. Er nahm am Administrasjonsrådet teil und führte Verhandlungen mit den Deutschen. Als nach der Absetzung von König und Exilregierung im September 1940 aber klar wurde, dass die Besatzer ihr Versprechen zur Achtung der Religionsfreiheit und Erhaltung der bestehenden Verwaltungsstrukturen nicht einhielten, formierte Berggrav den kirchlichen Widerstand und war die treibende Kraft bei der Gründung des Kristent Samråd („Christlicher Gesamtrat“) im Oktober 1940, in dem die bis dahin weitgehend verfeindeten Vertreter der Staatskirche und der großen Laienbewegungen zusammenarbeiteten. Dabei kooperierte Berggrav mit seinem kirchenpolitischen Widersacher Ole Hallesby. Auch der Hirtenbrief vom Februar 1941, in dem die Bischöfe die Rechtsverletzungen der NS-Behörden verurteilten, wurde von Berggrav konzipiert, der aus der lutherischen Zweireichelehre eine Verpflichtung zum zivilen Ungehorsam ableitete. Als die Nazis in die liturgische Praxis der Norwegischen Kirche eingreifen wollten, erklärten Berggrav gemeinsam mit den sechs anderen lutherischen Bischöfen am 24. Februar 1942 seine Amtsniederlegung (im Verhältnis zu den Behörden; im Verhältnis zu geistlichen und Gemeinden beanspruchten sie weiter die Funktion als Oberhirten). Begründet wurde der Schritt in dem Bekenntnisdokument Kirkens Grunn („Der Grund der Kirche“), das zu Ostern 1942 in allen Kirchen verlesen wurde. Bald darauf erklärten auch über 90 % der Pfarrer ihren Rücktritt als Staatsbeamte. Am 9. April 1942 wurde Berggrav von der Gestapo verhaftet. Zusammen mit vier weiteren Mitgliedern des Kristent Samråd war er zunächst im Konzentrationslager Bredtvet inhaftiert. Dann kam er unter Hausarrest in seine eigene Hütte in Asker 25 km nördlich von Oslo. Durch Briefe und Kuriere, aber auch abenteuerliche Wege nach Oslo nahm er Einfluss auf den norwegischen Kirchenkampf und spielte darin eine zentrale Rolle. In der Nacht vom 16. zum 17. April 1945 konnte er aus dem Arrest fliehen.
In der Nachkriegszeit setzte Berggrav sein Renommee vor allem zur Förderung der Ökumene ein. Schon 1914 war er an der Gründungsversammlung des Weltbundes für Freundschaftsarbeit der Kirchen beteiligt gewesen. Als einer der Vizepräsidenten des Weltbundes betrieb er seit 1938 die Gründung des Ökumenischen Rats der Kirchen. Bei der Gründungsversammlung 1948 wurde er in den Zentralausschuss gewählt; von 1950 bis 1954 amtierte er (in der Nachfolge von Erzbischof Erling Eidem) als einer der Präsidenten. Auch an der Gründung des Lutherischen Weltbundes im Jahr 1947 war er beteiligt.
Berggrav war auch ein beliebter Autor. Sein Buch Land der Spannungen (norwegisch Spenningens land) wurde zum Bestseller und 1937 in zwei Monaten mit 50.000 Exemplaren verkauft. Darin schildert er seine Erlebnisse als Bischof von Tromsø, und dabei nicht nur das kirchliche Leben, sondern auch den harten Überlebenskampf der Bauern und Fischer in Nordnorwegen und Spitzbergen.
Berggrav war einer der bedeutendsten norwegischen Kirchenführer im 20. Jahrhundert. Seine herausragende Bedeutung ist zurückzuführen auf seinen intellektuellen Witz, das breite Spektrum seiner religiösen und kulturellen Orientierung, aber nicht zuletzt auch auf seine kompromisslose Haltung während des Krieges.

## Familie
Berggravs Eltern waren der Pfarrer und spätere Minister und Bischof Otto Jensen (1856–1918) und seine Frau Marena Christine geb. Pedersen. 1907 nahm er nach der mütterlichen Familie den Namen Berggrav-Jensen an und hieß ab 1917 nur noch Berggrav. Er heiratete 1909 die Pfarrerstochter Kathrine Seip (1883–1949), eine Schwester des Linguisten Didrik Arup Seip und des Politikers Hans Seip. Zu ihren Kindern gehört Dag Berggrav (1925–2003), langjähriger Leiter der norwegischen Staatskanzlei und Sportfunktionär.

## Ehrungen
Beggrav erhielt 1947 das Großkreuz des Sankt-Olav-Ordens, ferner zahlreiche ausländische Orden und Auszeichnungen wie den Hansischen Goethe-Preis (1953), die Medal of Freedom, das Großkreuz des Nordstern-Ordens und den Orden des Löwen von Finnland. Mehrere Hochschulen zeichneten ihn mit Ehrendoktorwürden aus. Er war Mitglied der Norwegischen Akademie der Wissenschaften und der Kongelige Norske Videnskabers Selskab. Seit 1967 trägt der Gebirgskamm Berggravrista in der Antarktis seinen Namen.
In Kiel ist das Eivind-Berggrav-Kirchenzentrum nach ihm benannt.

## Schriften (Auswahl)
- Religionens terskel. Et bidrag til granskningen av religionens sjelelige frembrudd (1924; Dissertation)
  - Der Durchbruch der Religion im menschlichen Seelenleben (1929)
- Fangens sjel – og vår egen. Erfaringer og iakttagelser fra Botsfengslet i Oslo (1928)
  - Die Seele des Gefangenen. Erfahrungen und Beobachtungen aus der Strafanstalt (1929)
- Spenningens Land. Visitas-glimt fra Nord-Norge (1937)
  - Land der Spannungen. Berlin 1959; 2. Aufl. 1960
- Mannen Jesus. Sjælelegen (1941)
  - Jesus, der Mann. Der Arzt der Seele (1943)
- Kirkens ordning i Norge. Attersyn og framblikk (1945)
- Staten og mennesket. Oppgjør og framblikk (1945)
  - Der Staat und der Mensch (1946)
- The Norwegian Church in its International Setting (1946)
- Tider Og Tekster (1947)
- Kirkene lenges. Hendinger og spenninger i eningsverket (1952)
  - Es Sehnen sich die Kirchen (1953)
- Marie Treschow: En Livsskisse (1955)
- Forgjeves for Fred. Vinteren 1939–40. Forsok Og Samtaler I Norden, Berlin Og London (posthum 1960)